# Синій Жовтень
Синій Жовтень — неформальне творче об’єднання шістьох київських художників. Мета створення — проведення спільних проєктів, культуртреґерство.
Члени-фундатори групи: Олена Придувалова, Ахра Аджинджал, Олексій Аполлонов, Олексій Белюсенко, Матвій Вайсберг та Борис Фірцак.
З 2012 року куратором проєктів творчої групи є Олексій Белюсенко.

## Історія
Ідея створення групи виникла в 2011 році, хоча ще раніше, в 2014, вже проходили спільні виставки Матвія Вайсберга, Олексія Белюсенка, Олени Придувалової і Олексія Аполлонова.
Саме в 2011 шість художників вирішили створити групу. Куратор проєктів Олексій Белюсенко так пояснює назву:
|  | Спочатку робочою назвою було «Шість», вирішили, що якщо запрошуватимемо когось, то назва виставки буде «Шість +». Після Майдану у мене виникла ця ідея – «Синій жовтень», я розповів про неї товаришам, усі погодилися - «чому б ні». Адже тут ціла історія. Жовтень українською мовою етимологічно походить від слова "жовтий". Упродовж 70 років радянської влади він був "червоним"… А у нас став синім. Такий собі живописний оксюморон. Шкода, що іншими мовами не перекладається. Адже колір популярний у назвах художніх груп: Der Blaue Reiter, Blue Four, «Синие носы». |
Члени групи проводять спільні проєкти, виїжджають на пленери, які відбуваються як в Україні, так і за кордоном.

## Проєкти і пленери
В 2014 році засновано щорічний культуртреґерський проєкт "Anno Domini", на якому художники презентують свої роботи за останній рік. Виставки відбуваються за межами Києва. Виставки "Anno Domini" вже відбулися в Сумах (Anno Domini-2014), Львові (Anno Domini-2015).
Виїжджати на спільні пленери (Канів, Ольштин) почали ще вчотирьох (Вайсберг, Белюсенко, Придувалова, Аполлонов). Перший спільний пленер шістьох митців відбувся в Литві в серпні 2014 року, коли група взяла участь у міжнародному XXI пленері ім. А. Самуоліса у Пажайслісі (Литва) – Tylos ekspresija (Експресія тиші). Організаторами литовського пленеру були Каунаське відділення Спілки художників Литви (Каунас, Литва) та галерея “КалитаАртКлуб” (Київ, Україна).
За результатами цього пленеру в 2014-2015 роках відбулися експозиції в Пажайсліському монастирі (Литва), Укмергському краєзнавчому музеї (Укмерге, Литва), галереї «Meno Parkas» (Каунас, Литва) та Національному музеї Тараса Шевченка (Київ, Україна).

За словами Олексія Аполлонова, пленери це:
|  | Повна свобода форми, кольору, вираження і настрою. Такий просто відрив. У нас у «Синьому жовтні» був уже не один пленер. А в пленерах дуже важливим є порив групи. Наша група, здається, цікава ще й цим. |
Крім проєктів регулярного характеру, група здійснює разові проєкти

### 2014 рік
- «Художник як модель». Портрет та автопортрет. У цьому проєкті митці презентували автопортрети та портрети один одного. Виставка відбулася в галереї “КалитаАртКлуб” (Київ, Україна).
- De Rerum Natura (Про природу речей).
- Виставка натюрморту. Із циклу “6+” спільно з Темо Свірелі. Галерея “КалитаАртКлуб” (Київ, Україна).

### 2016 рік
Цього року художники взяли участь у виставці “Брати”, присвяченій Альфонсу та Мечиславу Кулаковським. Виставка проходила в квітні 2016 року з нагоди української прем’єри документального фільму відомого польського режисера Войцеха Староня (Wojciech Staroń) “Bracia” у Національному музеї Тараса Шевченка в Києві. Організаторами проєкту виступили галерея “КалитаАртКлуб” (Київ, Україна), за підтримки Посольства Республіки Польща в Україні, Польського інституту в Києві, Самоуправління Вармінсько-Мазурського воєводства, СЕіІК – Центру освіти і культурних ініціатив в м.Ольштин (Польща).

### 2017 рік
У березні в Домі МК (Дім освіти та мистецтва "Майстер Клас") відбулася шоста спільна експозиція MARCH, що є продовженням циклу Le quattro stagioni. Художники особливу роль відводять музичній складовій, що не є просто обрамленням вечора, а паралельним видивом. На відкритті виставки грав український піаніст Євген Громов.

### 2018 рік
Кінець лютого — початок березня: виставка «У місті». Назву виставки пояснили самі митці: «Ми назвали нашу виставку „У місті“ тому, що всі ми присутні в ньому… І художники, і глядачі, і картини, і цей виставковий зал… Усі ми — Київ».